# میتسورو ۶۰۹۱
سیارک ۶۰۹۱ (به انگلیسی: 6091 Mitsuru، نامگذاری:1990DA1) شش هزار و نود و یکمین سیارک کشف شده‌است که در ۲۸ فوریه ۱۹۹۰ کشف شد.
قدر مطلق سیارک برابر ۱۳٫۳۰ است.